# 항공총대
항공총대(航空総隊 고쿠소타이[*] 영어: Air Defense Command (ADC))는 일본 항공자위대의 전투작전부대를 총괄하는 사령부이다. 공군작전사령부에 해당하다. 도쿄도 훗사시 요코타 기지에 사령부 본부를 두고 있으며, 사령관과 부사령관이 모두 공장이다.
항공자위대의 모든 항공기부대, 고사부대, 조기경보레이다는 상황에 따라 항공총대 사령관의 지휘를 받는다. 주로 방공전, 탄도유도탄 방어, 구난, 재난구호 임무를 수행한다.

## 역사
1957년 8월 1일, 후추 기지에서 항공집단이 창설되었다.
1958년 8월 1일, 항공집단이 항공총대로 개편되고, 항공총대 사령부, 북부항공방면대와 중부항공방면대가 창설되었다.
1961년 7월 15일, 서부항공방면대가 창설되었다.
1073년 10월 16일, 오키나와 반환에 따라 남서항공혼성단을 창설하였다.
1981년 12월 17일, 비행교도대가 창설되었다.
1986년 4월 5일, 경비항공대가 창설되었다.
2011년 3월 28일, 기지경비교도대가 창설되었다. 7월 1일, 항공총대 부사령관 직책이 신설되었다.
2012년 3월 21일, 항공총대 사령부와 작전정보대, 방공지휘군이 후추 기지에서 요코타 기지로 옮겨갔다. 5일 뒤에 업무를 재계하였다.
2013년 3월 26일, 항공지원집단 예하 항공구난단이 항공총대 직속부대로 전속되었다. 8월 1일, 공장보 계급의 항공자위대 간부를 임명하는 항공총대 전술관 직책이 신설되었다.
2014년 8월 1일, 방공지휘군과 프로그램 관리대를 병합하여 작전시스템운용대으로 재편성되었다. 그리고 항공총대 전술관 직책이 분리되어 항공전술교도단이 창설되었다. 사령부 비행대 본부를 해체하고 예하 전자전지원대를 전자작전군으로 편성하여 항공전술교도단에 예속시켰다. 지원비행대는 중부항공방면대로 전속하였다. 기지경비교도대 또한 항공전술교도단에 전속되었다.
2017년 7월 1일, 방위성은 중국 인민해방군에 대한 견제력을 강화하기 남서항공혼성단을 남서항공방면대으로 개편하였다.
2020년 3월 26일, 정찰항공대가 해체되고, 경계항공대가 단으로 개편되었다.

## 구조
| - 총무부 - 총무과 - 인사과 - 방위부 - 방위과 - 운용과 - 통신전자과 - 연습계획과 - 장비부 - 계획과 - 정비과 - 보급과 - 정보과 - 감시감찰관 - 법무관 - 의무관 - 참사관 | 지역대 - 북부항공방면대 - 미사와 기지 - 중부항공방면대 - 이루마 기지 - 서부항공방면대 - 가스가 기지 - 남서항공방면대 - 나하 기지 직할대 - 경계항공단 - 하마마쓰 기지 - 항공구난단 - 이루마 기지 - 항공전술교도단 - 요코타 기지 - 작전시스템운용대 - 요코타 기지 - 작전정보대 - 요코타 기지 |

## 계보
- 1957년 8월 1일, 航空集団→항공집단
- 1958년 8월 1일, 航空総隊→항공총대

## 같이 보기
- 항공총군, 일본 제국 육군 항공대의 최고위사령부.
- 육상총대
- 자위함대

## 참고
1. ↑  “自衛隊法施行令及び防衛省の職員の給与等に関する法律施行令の一部を改正する政令 政令第百八十九号”. 官報 (일본어) (139). 2011년 6월 29일: 38.
2. ↑  “自衛隊法施行令及び防衛省の職員の給与等に関する法律施行令の一部を改正する政令 政令第五十三号”. 官報 (일본어) (63). 2012년 3월 2일.
3. ↑  “自衛隊法施行令及び防衛省の職員の給与等に関する法律施行令の一部を改正する政令 政令第二三〇号”. 官報 (일본어) (166). 2013년 7월 31일: 27.
4. ↑  “自衛隊法施行令及び防衛省の職員の給与等に関する法律施行令の一部を改正する政令 政令第三十八号”. 官報 (일본어) (204). 2020년 3월 6일.